# Аль-Фатх ибн Хакан
Аль-Фатх ибн Хакан аль-Фариси (араб. الفتح بن خاقان الفارسي‎; ок. 817/8 — 11 декабря 861 г.) — аббасидский чиновник тюркского происхождения и один из самых видных деятелей при дворе халифа аль-Мутаваккиля (годы правления 847—861).

## Биография
Аль-Фатх был сыном Хакана ибн Уртуджа, тюркского вождя, связанного с правящей семьей Ферганы. Аль-Фатх вырос в халифском дворце вместе с будущим аль-Мутаваккилем и усыновлен аль-Мутасимом в возрасте семи лет. С приходом на престол аль-Мутаваккиля он занимал ряд официальных постов, в том числе губернатора Египта и сирийских провинций, он был главным советником и доверенным лицом халифа.
В 851 году аль-Фатх служил начальником разведки аль-Мутаваккиля в Самарре, а в 856/7 году и снова в 860/1 году он был временно назначен губернатором Египта. В 858 году аль-Фатх также был назначен губернатором Сирии.
В ночь с 10 на 11 декабря халиф и аль-Фатх были убиты тюркскими заговорщиками. Убийство аль-Мутаваккиля положило начало бурному периоду, известному как «Анархия в Самарре», который длился до 870 года и поставил Аббасидский халифат на грань краха.

## Культурная деятельность
Аль-Фатх был видным членом литературного круга Самарры и известен как покровитель многих писателей и поэтов. Возможно, его самым известным протеже был Абу Усман Амр ибн Бахр аль-Джахиз, посвятивший своему благодетелю свой труд «Фи манакиб аль-Турк» («О заслугах тюрок»). Аль-Фатх сам был автором, но из его произведений сохранились только названия трех книг и 13 стихов. Он также собрал большую библиотеку, содержащую множество философских работ, которую часто посещали многие ученые того времени; историк Хью Кеннеди называет его «величайшим библиофилом своего времени». Его дворец в Самарре, построенный его отцом, позже стал резиденцией халифа, известной как Джавсак аль-Хакани.